# The Dark Side of the Moon
The Dark Side of the Moon là album phòng thu thứ 8 của ban nhạc progressive rock người Anh, Pink Floyd, được phát hành vào ngày 1 tháng 3 năm 1973. Album chủ yếu hoàn thiện những kinh nghiệm trình diễn trực tiếp của ban nhạc, kèm với đó là những trải nghiệm mới sau sự chia tay vào năm 1968 của thành viên sáng lập, nhạc sĩ và người viết lời cho ban nhạc – Syd Barrett. Chủ đề chính của The Dark Side of the Moon bao gồm sự đối đầu, lòng tham và rối loạn tâm thần – những vấn đề chính chiếm hữu tư tưởng của Barrett.
Album được thu trong 2 giai đoạn trong khoảng năm 1972 và 1973 tại phòng thu Abbey Road Studios ở London. Pink Floyd đã sử dụng những kỹ thuật thu âm tân tiến nhất vào thời điểm đó để thực hiện album, trong đó có kỹ thuật ghi đè và kỹ thuật thu âm đa băng. Alan Parsons – người từng có kinh nghiệm với Abbey Road (1969) và Let It Be (1970) của The Beatles – là kỹ thuật viên chính phụ trách toàn bộ album, cùng với đó, ban nhạc cũng nhờ tới sự cộng tác của ca sĩ Clare Torry.
The Dark Side of the Moon là album thành công nhất của Pink Floyd. Ngay sau khi phát hành, album đã đạt nhiều thứ hạng cao tại các bảng xếp hạng. Tại Billboard 200, The Dark Side of the Moon dễ dàng vươn lên vị trí số 1 sau 2 tuần phát hành; album còn liên tục đứng trong bảng xếp hạng tới tận 741 tuần, từ năm 1973 tới năm 1988, nhiều hơn bất kể album nào khác, cho tới năm 2015 album đã có tổng 917 tuần đứng trong bảng xếp hạng này. Với khoảng 50 triệu bản đã bán, đây là một trong những album bán chạy nhất thế giới, chỉ sau Thriller của Michael Jackson. Album đã được chỉnh âm và ghi dưới dạng CD 2 lần. Năm 2003, tạp chí Rolling Stone xếp The Dark Side of the Moon ở vị trí số 43 trong danh sách "500 album vĩ đại nhất mọi thời đại". Đây là một trong những album nổi tiếng và được hâm mộ nhất, thường xuyên được đưa vào danh sách những album nhạc rock xuất sắc nhất mọi thời đại.

## Hoàn cảnh ra đời
Sau khi phát hành album Meddle vào năm 1971, ban nhạc cùng nhau thực hiện tour tại Anh, Nhật Bản và Mỹ trong tháng 12 cùng năm. Tại Broadhurst Gardens ở London, họ thích thú với ý tưởng thực hiện một album mới, cho dù ưu tiên của họ vào thời điểm đó là tìm tòi những chất liệu mới. Họ tập trung tại nhà của tay trống Nick Mason ở Camden Town, và Roger Waters đề nghị album mới có thể trở thành một phần của các tour diễn. Waters muốn một album "khiến mọi người phát điên lên", nhấn mạnh vào những áp lực mà ban nhạc đã từng phải trải qua, cùng với đó là những vấn đề tâm lý trầm trọng mà cựu thành viên Syd Barrett đã phải chịu đựng. Họ phát hiện quan điểm này giống với một album được phát hành vào năm 1969, The Man and The Journey. Trong một bài phỏng vấn trên tờ Rolling Stone, David Gilmour nói: "Chúng tôi đều nghĩ – và chắc chắc Roger đã nghĩ – rằng phần lớn ca từ mà chúng tôi muốn đã được diễn đạt theo cách ít nhiều gián tiếp. Có cảm giác rằng từ ngữ tới rất sáng tỏ và rõ ràng."

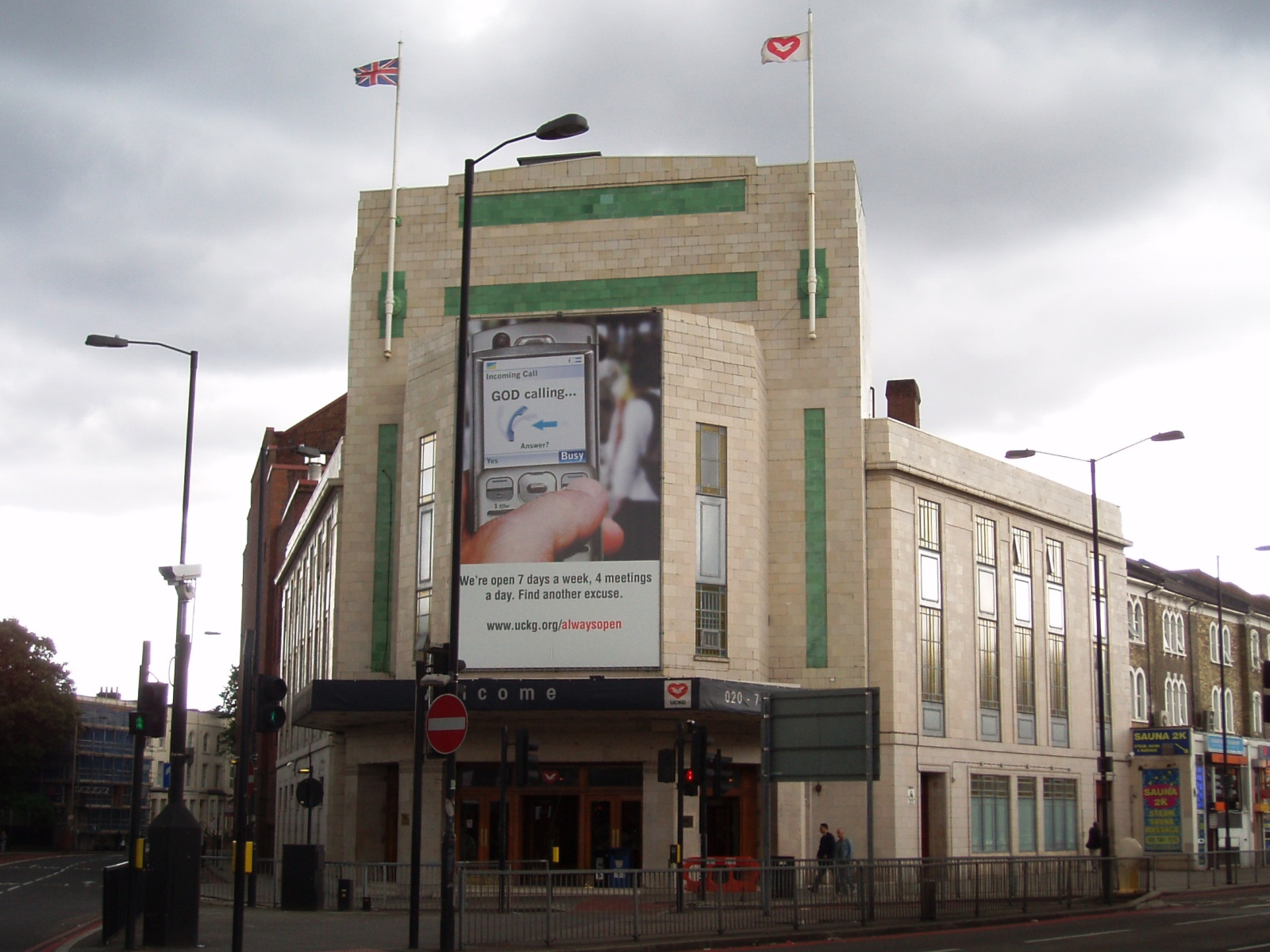
Nhà hát Rainbow ở London, nơi The Dark Side of the Moon được giới thiệu trước báo chí vào năm 1972.

Tóm lại, cả bốn thành viên của Pink Floyd đều thấy việc hợp nhất các ca khúc theo một chủ đề là một ý tưởng tuyệt vời. Waters, Gilmour, Mason và Wright bắt đầu cùng viết và sản xuất bên cạnh những chất liệu mới, và Waters đã thu âm một số bản demo tại phòng thu nhỏ tại nhà riêng của mình ở Islington. Rất nhiều phần của album được thực hiện từ những ca khúc chưa từng được sử dụng: "Breathe" là sự hợp tác giữa Waters và Ron Geesin cho soundtrack của The Body, còn phần chính của "Us and Them" là sáng tác của Wright cho bộ phim Zabriskie Point. Họ tập trung trong căn nhà của The Rolling Stones, giờ đã trở thành Nhà hát Rainbow ở London. Họ cũng mua một số thiết bị mới, trong đó có vài chiếc loa, hệ thống phát thanh, máy chỉnh 28-băng theo 4 kênh và một hệ thống chiếu sáng tự tạo. Tận 9 tấn nhạc cụ được chở tới bằng 3 chiếc xe tải: đây là lần đầu tiên ban nhạc thực hiện trọn một album khi đang diễn tour, tuy nhiên điều đó lại giúp họ lựa chọn và cải thiện những ca khúc mới. Cũng tại đây, họ chọn tiêu đề tạm thời cho album là Dark Side of the Moon (ám chỉ sự điên rồ chứ không mang ý nghĩa thiên văn). Tuy nhiên, khi biết cái tên này đã từng được ban nhạc Medicine Head sử dụng, họ đổi tên thành Eclipse. Những tranh chấp đầu tiên xảy ra tại Brighton vào ngày 20 tháng 1 năm 1972 và sau thất bại từ album của Medicine Head, Pink Floyd cuối cùng cũng được sử dụng tên gốc mà họ ưa thích.
Dark Side of the Moon: A Piece for Assorted Lunatics, cái tên công bố vào lúc đó, được giới thiệu trước báo chí vào ngày 17 tháng 2 năm 1972 – hơn 1 năm trước ngày phát hành – tại Nhà hát Rainbow và nhận được những đánh giá rất tích cực. Michael Wale của tờ The Times miêu tả album "... khiến người ta phải khóc. Đó là một tư duy hoàn hảo và cả tính chất vấn rất âm nhạc." Derek Jewell của tờ The Sunday Times viết: "Tham vọng nghệ thuật của Pink Floyd giờ đã thật rộng lớn." Melody Maker lại có vẻ thiếu hào hứng: "Về âm nhạc, họ đã có những ý tưởng hay, nhưng những hiệu ứng âm thanh lại làm tôi nghĩ tới những cái lồng chim ở sở thú London." Tour diễn sau đó được đón nhận nồng nhiệt bởi công chúng. Những chất liệu mới được trình diễn live theo cùng thứ tự mà chúng được thu âm, nhưng có nhiều sự khác nhau trong mỗi lần hát live và bản thu phát hành 1 năm sau đó có sự chỉnh âm rõ trong các ca khúc như "On the Run", hay đoạn đọc Kinh thánh sau này bị thay thế bằng đoạn hát của Clare Torry trong "The Great Gig in the Sky".
Các tour diễn lớn của ban nhạc xuyên châu Âu và tới Mỹ đã giúp họ rất nhiều trong việc cải thiện khả năng trình diễn. Các buổi ghi âm diễn ra xen kẽ giữa các tour. Họ gặp nhau tại Anh ngày 20 tháng 2 năm 1972, nhưng sau đó họ đã phải bay sang Pháp để thu âm cho bộ phim La Vallée của đạo diễn Barbet Schroeder. Họ sau đó sang Nhật Bản thực hiện tour rồi lại quay lại Pháp vào tháng 3 để hoàn thiện bộ phim. Họ còn một vài buổi diễn nữa tại châu Âu và Bắc Mỹ trước khi cùng nhau trở về ngày 9 tháng 1 năm 1973 để hoàn thành công việc với album.

## Quan điểm sáng tác
The Dark Side of the Moon chủ yếu được xây dựng dựa trên những thử nghiệm mà Pink Floyd đã thực hiện ở các buổi trình diễn trực tiếp và trong các bản thu thanh trước kia, nhưng thiếu hẳn những âm thanh "trội" của những nhạc cụ mở rộng (kỹ thuật thu âm mới) mà theo nhà phê bình David Fricke thì điều này đã trở thành nét đặc trưng riêng của ban nhạc kể từ khi thủ lĩnh Syd Barrett rời nhóm vào năm 1968. Người thay thế anh là David Gilmour cho rằng những nhạc cụ đó là "thứ gây phê ngẫu hứng", còn theo Waters thì album năm 1971, Meddle, chính là bước ngoặt giúp họ xác định được những gì sẽ thực hiện trong album này. Ca từ của The Dark Side of the Moon bao gồm sự mâu thuẫn, lòng tham, thời gian, cái chết, sự điên rồ: tất cả đều được lấy cảm hứng một phần từ trạng thái suy nhược thần kinh của Barrett, người từng là sáng tác và viết lời chính của ban nhạc. Đây là một album thực sự đáng chú ý về việc sử dụng musique concrète với thứ ca từ trừu tượng triết lý – điều từng được thể hiện rất nhiều trong các sáng tác khác của họ.
Mỗi mặt của album là một chuỗi không dừng các ca khúc. 5 ca khúc của mỗi mặt thuật lại rất nhiều khía cạnh của cuộc sống, bắt đầu và kết thúc bởi tiếng đập của trái tim, khám phá những trải nghiệm của con người, và (theo Waters) "sự đồng cảm". "Speak to Me" và "Breathe" đã cùng nhấn mạnh các yếu tố trần tục và phù phiếm của cuộc sống mà đi kèm với sự hiện diện của việc điều trị bệnh điên, và tầm quan trọng của cuộc sống của chính mình — "Don't be afraid to care" ("Đừng sợ việc quan tâm"). Lấy bối cảnh tại sân bay, "On the Run" nói về những áp lực và sự lo âu trong mỗi chuyến đi, đặc biệt với nỗi sợ bay của Wright. "Time" trình bày cách thức mà thông qua của nó có thể kiểm soát cuộc sống của mình và đem tới một lời cảnh báo cho những người vẫn còn tập trung vào các khía cạnh trần tục; thứ đi kèm với cô đơn và tự ti thể hiện trong "Breathe (Reprise)". Mặt A được kết thúc bởi phần giọng của Wright và Torry trong một ca khúc ẩn dụ về cái chết "The Great Gig in the Sky". Mở đầu với tiếng chơi xèng và mất tiền, ca khúc đầu tiên của mặt B, "Money" chế giễu sự tham lam và việc tiêu xài bằng cách sử dụng ca từ khá lộ liễu cùng với những hiệu ứng âm thanh đặc biệt (thực tế, đây lại là ca khúc được biết đến nhiều nhất của album với rất nhiều bản hát lại từ nhiều ban nhạc khác). "Us and Them" lại nói về sự cô lập của bệnh trầm cảm với hình ảnh của sự đối đầu giữa hai phân thân nhằm nói lên các mối quan hệ cá nhân. "Any Colour You Like" liên quan tới sự thiếu thốn trong lựa chọn của xã hội con người. "Brain Damage" đề cập tới các vấn đề tâm thần từ việc có được vinh quang và thành công trên cả mong đợi, đặc biệt câu hát "and if the band you're in starts playing different tunes" là hình ảnh về sự ra đi của Syd Barrett. Album kết thúc với "Eclipse", ca khúc tán thành các định đề về sự phá hủy cũng như hợp nhất, từ đó muốn người nghe hình dung được những quan điểm chung được chia sẻ bởi toàn nhân loại.

## Thu âm và sản xuất

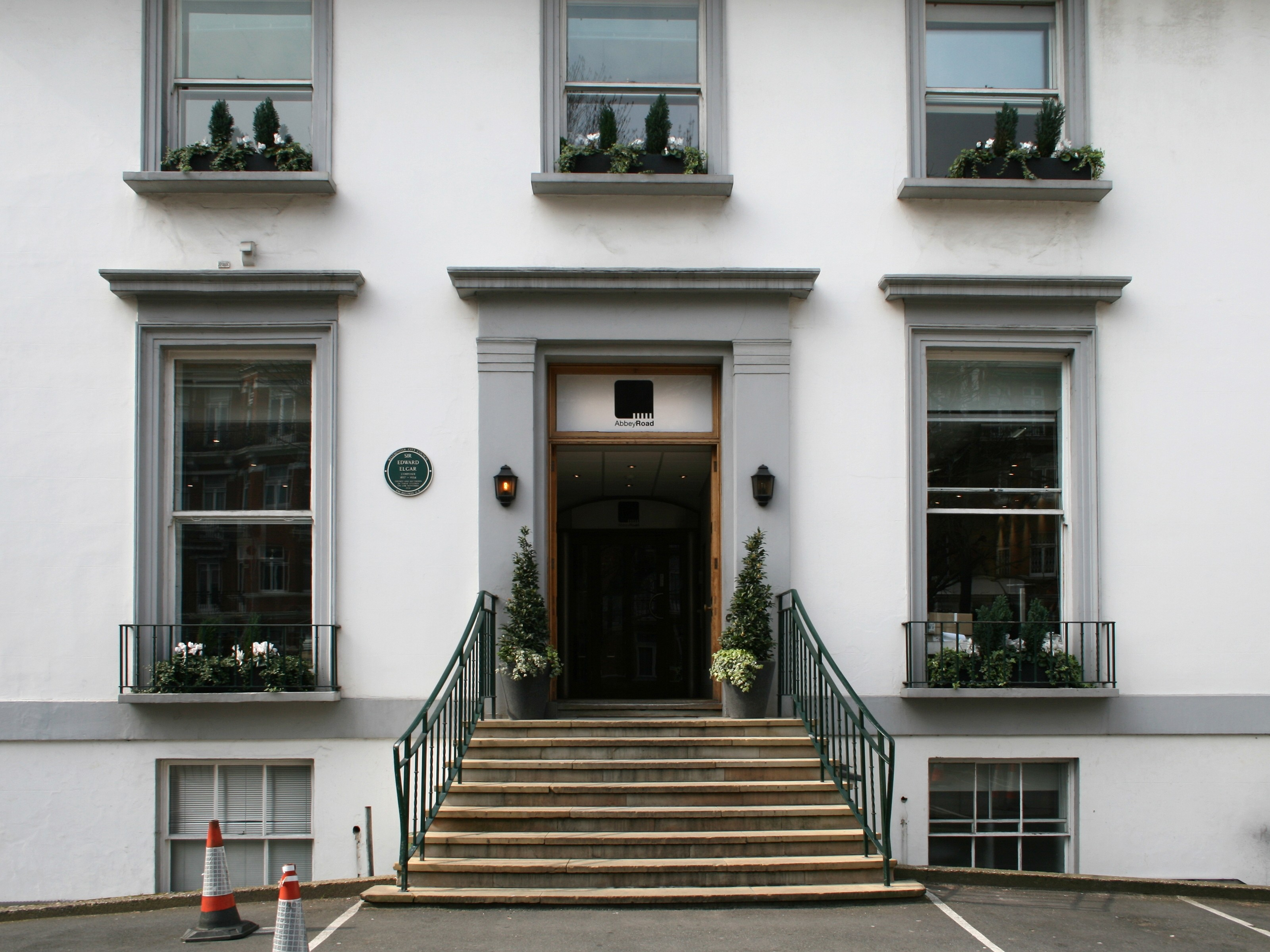
Lối vào của Abbey Road Studios

Album được thu âm tại phòng thu Abbey Road Studios trong 2 lần, giữa tháng 5 năm 1972 và tháng 1 năm 1973. Pink Floyd nhờ sự trợ giúp của Alan Parsons, người từng làm việc với họ trong album Atom Heart Mother cũng như đã từng thực hiện 2 album thành công của The Beatles Abbey Road và Let It Be. Quá trình thu âm sử dụng nhiều kỹ thuật tân tiến nhất vào thời điểm đó: phòng thu đã sử dụng máy thu 16-băng trong rất nhiều ca khúc, thứ cho phép âm thanh có biên độ lớn hơn so với máy thu 4 hay 8-băng mà trước kia họ vẫn sử dụng, điều đó khiến cho những ấn bản sau này có dung lượng lớn hơn rất nhiều.
Ngày 1 tháng 6, họ bắt đầu với ca khúc đầu tiên "Us and Them", sau đó 6 ngày là "Money". Waters đã tạo hiệu ứng tiếng xèng qua băng thâu từ tiếng những đồng xu vứt vào trong chiếc máy xay bằng sứ của vợ, và sau đó chúng lại được ghi lại 1 lần nữa theo kỹ thuật 4 kênh cùng với cả album (do không có đủ thời gian cũng như không có đủ số băng thu, Parsons thực sự không hài lòng với chất lượng bản mix). "Time" và "The Great Gig in the Sky" là những ca khúc lần lượt được thu sau đó 2 tháng, khi ban nhạc đang dành thời gian bên gia đình và chuẩn bị cho tour quanh nước Mỹ. Buổi thu bị gián đoạn giữa chừng: Waters, vốn là một cổ động viên cuồng nhiệt của Arsenal F.C., quyết định tạm nghỉ để anh có thể xem đội bóng của mình, và ban nhạc đành phải ngồi xem chương trình Monty Python's Flying Circus trong lúc chờ đợi, bỏ mặc Parsons chỉnh sửa các phần thu âm. Gilmour thì lại bác bỏ thông tin này; trong bài phỏng vấn vào năm 2003, ông nói: "Chúng tôi đôi lúc có xem, nhưng một khi chúng tôi đang làm một công việc dang dở, chúng tôi sẽ luôn tập trung."
Trở lại từ nước Mỹ vào tháng 1 năm 1973, họ liền thu âm "Brain Damage", "Eclipse", "Any Colour You Like" và "On the Run" với máy chỉnh 5-tần mà họ từng sử dụng từ nhiều đợt thu trước. 4 giọng nữ được mời tới để hát trong "Brain Damage", "Eclipse" và "Time" và nghệ sĩ saxophone Dick Parry được chỉ định để chơi trong "Us and Them" và "Money". Cùng lúc, họ thực hiện bộ phim tài liệu của đạo diễn Adrien Maben, Pink Floyd: Live at Pompeii. Ngay khi các buổi thu hoàn tất, họ lại chuẩn bị lên đường cho tour diễn vòng quanh châu Âu.

### Đạo cụ

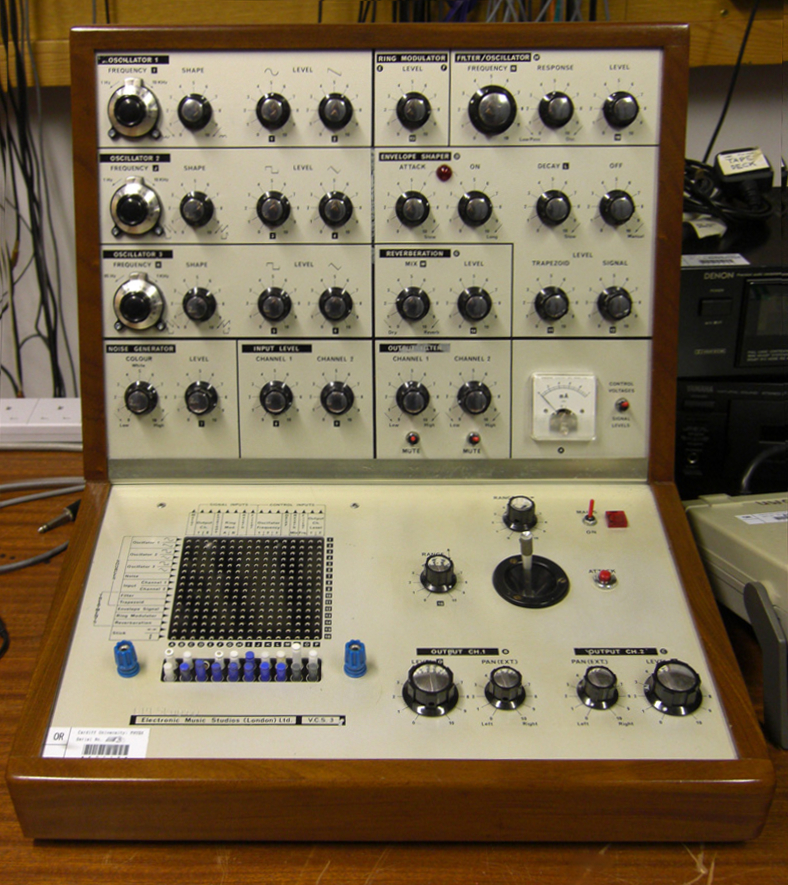
Máy chỉnh âm EMS VCS 3 (Putney)

Album sử dụng rất nhiều đạo cụ đặc biệt, như máy giữ nhịp đơn trong "Speak to Me", hay tiếng băng ghi đè trong "Money". Mason đã thu bản nháp của "Speak to Me" tại nhà riêng trước khi hoàn thành nó tại phòng thu. Ca khúc này trở thành ca khúc mở màn và bao gồm một số âm thanh tạp và một số phần từ các ca khúc khác trong album. Đoạn bè piano chơi ở nền dẫn tới đoạn cao trào của các hiệu ứng, tiếp tới ngay sau đó là đoạn vào của "Breathe". "Speak to Me" là một trong những sáng tác hiếm hoi của Mason. Các âm thanh có trong "Money" được Waters tạo ra từ tiếng đồng xu va chạm, tuốt giấy, tiếng chơi xèng và tiếng máy đếm nhịp – những thứ tạo nên đoạn băng từ 7-nhịp (sau này được sửa theo hiệu ứng "như đang bước trong một căn phòng" 4 kênh chung của album). Tuy nhiên, những yêu cầu của album lại đòi hỏi rất nhiều kỹ thuật viên cũng như ban nhạc để điều chỉnh các máy chỉnh âm cùng lúc nhằm trộn những bản thâu đa âm tần một cách mượt mà nhất để phục vụ các ca khúc.
Với nhu cầu về cải tiến nhạc rock của mình, Pink Floyd đã sử dụng rất nhiều máy chỉnh âm cho âm thanh của họ. Họ đã sử dụng máy EMS VCS 3 cho các ca khúc "Brain Damage" rồi "Any Colour You Like", máy Synthi A cho "Time" và "On the Run". Họ cũng cho phép và thu âm một số âm thanh mới, như việc cho các kỹ thuật viên chạy quanh phòng thu để tạo tiếng vang (trong "On the Run"), hoặc xử lý khéo léo tiếng trống bass để tạo tiếng đập trái tim (trong "Speak to Me", "On the Run", "Time", và "Eclipse"). Tiếng trái tim đập là âm thanh chủ đạo trong các đoạn vào và kết thúc của album, tuy nhiên lại có thể nghe khá rõ trong "Time", hay "On the Run". Tiếng chuông đồng hồ réo rắt trong "Time" được dẫn sau một chuỗi tiếng của chiếc trống rototom vốn là một ý tưởng để tạo hiệu ứng 4 kênh của Parsons. Kỹ thuật viên đã đứng thu âm mỗi lần chuông điểm tại một cửa hàng đồng hồ, và dù rằng phần thu của ông không được chỉnh sửa đặc biệt trong album, song nó vẫn được chọn vài phần cho ca khúc đặc biệt này.

### Góp giọng
Khá nhiều ca khúc, trong đó có "Time" và "Us and Them" là phần song ca của Wright và Gilmour. Waters đã chỉ rõ các đoạn giọng lạ này của họ trong bộ phim tài liệu năm 2003 The Making of The Dark Side of the Moon. Để tăng tính hiệu quả, Parsons đã sử dụng những kỹ thuật của phòng thu như ghi đè giọng và guitar – kỹ thuật cho phép Gilmour tự bè với chính giọng của mình. Parsons cũng thực hiện một số kỹ thuật khác, như flanging hay reverb, và tách biệt các âm thanh theo các kênh riêng (dễ nhận thấy nhất trong "On the Run" sử dụng 4 kênh khi tiếng của đàn Hammond B3 organ bị bóp méo bởi bộ chuyển âm Leslie).
Album có sự đóng góp đáng kể của Clare Torry trong vai trò người đại diện ở Abbey Road, ca sĩ và là người viết nhạc cho các ca khúc. Bà đã từng thực hiện một số sản phẩm nhạc pop và vài album hát lại, và sau khi nghe một vài sản phẩm của bà, Parsons quyết định mời bà tới hát cho "The Great Gig in the Sky". Ban đầu Torry từ chối lời mời vì muốn đi xem Chuck Berry trình diễn tại Hammersmith Apollo, nhưng sau đó bà thu xếp lại để có thể tham gia vào ngày Chủ nhật. Ban nhạc đề đạt những quan điểm và ý tưởng của album, song lại bất lực trong việc diễn đạt những gì muốn Torry làm. Gilmour là người phụ trách buổi thu hôm đó, và chỉ qua vài lần thử vào ngày Chủ nhật, Torry đã hình dung ra đoạn giai điệu không lời dẫn bởi phần piano của Wright. Ban đầu, bà cảm thấy khá nản lòng vì sự kém cỏi của mình và muốn từ chối ban nhạc – những người rất háo hức về phần thể hiện của bà. Phần thu của Torry được lựa chọn chỉnh sửa phù hợp với ca khúc. Với phần tham gia của mình, bà được nhận 30 bảng, tương đương khoảng 300 bảng vào năm 2012, nhưng tới năm 2004, bà đề nghị EMI và Pink Floyd về vấn đề chia sẻ bản quyền và muốn được coi là người viết "The Great Gig in the Sky" cùng Wright. Tòa án tối cao đồng ý với đơn của bà, song những thông tin được viết từ năm 2004 trở về trước sẽ không được cập nhật. Tất cả các thông tin về ca khúc kể từ năm 2005 đều ghi đồng sáng tác Torry-Wright.

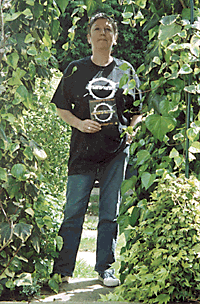
Clare Torry năm 2003

Những đoạn giọng rời rạc xen lẫn các đoạn nhạc cũng là một đặc trưng của album. Trong quá trình thu, Waters đã yêu cầu ban nhạc và đội ngũ kỹ thuật viên trong phòng thu trả lời các câu hỏi anh chuẩn bị sẵn trong các tờ giấy. Các phần trả lời được đặt trước một chiếc micro tối trong phòng thu số 3, bao gồm các câu hỏi như "Màu mà bạn thích nhất?", hay "Món ăn bạn thích nhất?" trước khi tới những chủ đề chính (như sự điên rồ, bạo lực và cái chết). Những câu hỏi như "Lần cuối bạn sử dụng vũ lực?" được đặt ngay trước câu hỏi "Bạn nghĩ vậy có đúng không?" buộc người đọc phải trả lời lần lượt. Roger "The Hat" Manifold có vẻ khá khó khăn, và trong hoàn cảnh khá nhiều câu hỏi bị thất lạc, anh là người duy nhất được ghi âm theo kiểu ngồi phỏng vấn cổ điển. Waters đã hỏi anh về những xung đột khi anh còn làm tay đua, và Maniford trả lời: "... give 'em a quick, short, sharp shock..." ("... cho chúng một cú sốc nhanh, gọn và mạnh..."). Khi được hỏi về cái chết, anh trả lời "live for today, gone tomorrow, that's me..." ("sống ngày hôm nay, chết ngày mai, đó là tôi..."). Một nhân vật khác, Chris Adamson – một thành viên trong tour của Pink Floyd, đã có một đoạn thoại cho vào làm phần mở đầu album: "I've been mad for fucking years - absolutely years" ("Tôi đã từng điên trong nhiều năm chết tiệt - rất nhiều năm"). Quản lý Peter Watts (cha của diễn viên Naomi Watts) góp phần thu cho những tràng cười dài trong "Brain Damage" và "Speak to Me". Người vợ thứ hai của ông, Patricia 'Puddie' Watts (giờ là Patricia Gleason) góp câu "geezer" (là) "cruisin' for a bruisin'" sử dụng trong đoạn chuyển giữa "Money" và "Us and Them" và "I never said I was frightened of dying" ("Tôi chưa bao giờ nói rằng tôi sợ cái chết") trong đoạn cuối của "The Great Gig in the Sky".
Có thể câu "I am not frightened of dying. Any time will do: I don't mind. Why should I be frightened of dying? There's no reason for it – you've got to go sometime" và cả câu kết thúc album "There is no dark side in the moon, really. As a matter of fact it's all dark" là của người gác cửa người Ireland, Gerry O'Driscoll. Paul và Linda McCartney cũng tham gia vào phần phỏng vấn, song những câu trả lời lại bị cho là "như chỉ cố để góp vui", và không được cho vào album. Thành viên khác của Wings, Henry McCullough, thì được ghi vào album câu nói "I don't know, I was really drunk at the time" ("Tôi không biết, tôi thực sự rất say vào lúc đó").

### Hoàn thiện
Trong vài cuộc thảo luận để hoàn thiện album, nhà sản xuất Chris Thomas được lựa chọn để có "một đôi tai tươi mới". Thomas vốn là một người trong nghề nhạc hơn là một kỹ thuật viên âm thanh. Ông từng cộng tác với nhà sản xuất của The Beatles, George Martin, và là học trò của quản lý của Pink Floyd, Steve O'Rourke. Cả bốn thành viên đều tán thành phong cách mà Thomas sử dụng, khi mà Waters và Mason ưa thích kiểu trộn âm "khô" và "sạch" sử dụng ít các nhạc cụ hơn thông thường, trong khi Wright và Gilmour lại ưa thích kiểu trộn âm nhiều "tiếng vang". Thomas sau này nói chưa từng có một sự thống nhất như vậy: "Gần như chả có sự khác biệt nào trong ý kiến của họ. Tôi không nhớ Roger có từng yêu cầu tôi giảm bớt các tiếng vang không. Thực tế, không có chút gợi ý nào mà bị họ bỏ quên. Đó là một bầu không khí rất sáng tạo. Thật thú vị." Dù sự thật chưa được kiểm chứng, song sự góp mặt của Thomas đã góp phần tạo nên sự đồng thuận giữa Waters và Gilmour và khiến cả hai cảm thấy hài lòng cho tới kết thúc của dự án. Thomas đã chịu trách nhiệm cho những thay đổi đáng kể trong album này, bao gồm cả thời gian hoàn hảo của tiếng vang được sử dụng trong "Us and Them". Ông cũng tham gia chỉnh sửa trong "The Great Gig in the Sky" (dù Parsons là người thuê Torry). Trong bài phỏng vấn năm 2006, khi được hỏi về những thành quả có được trong phòng thu, Waters nói: "Sau khi buổi thu kết thúc, tôi có mang một bản sao về nhà và tôi đã bật nó cho vợ nghe, và tôi nhớ cô ấy đã bật khóc khi nó kết thúc. Tôi nghĩ, "Hẳn là nó đã làm rung động đâu đó", và tôi thấy vui vì điều đó. Bạn biết đấy, khi bạn hoàn thành một việc gì đó, nhất là khi bạn viết một ca khúc, bạn sẽ nghe nó với một cảm giác hoàn toàn khác so với khi bạn chơi trước một ai đó. Và tới lúc đó tôi tự nhủ "Wow, công việc đã thực sự hoàn thiện", và tôi rất tin tưởng rằng công chúng sẽ đón nhận nó."

### Thiết kế
~ Richard Wright
Album được phát hành với bản LP bìa được thiết kế bởi Hignosis và nghệ sĩ George Hardie. Hignosis từng thiết kế cho nhiều phần bìa khác của ban nhạc với những kết quả khác nhau. EMI đã có những phản ứng khá bi quan sau những thiết kế từ album Atom Heart Mother và Obscured by Clouds vì họ ưa thích kiểu thiết kế truyền thống có hình ảnh và chữ viết hơn. 2 nhà thiết kế Storm Thorgerson và Aubrey Powell đã bỏ qua các chỉ trích để tới cộng tác với ban nhạc. Với The Dark Side of the Moon, Wright đã đề đạt với họ rằng anh muốn có một thứ "thông minh hơn, thuần khiết hơn, sang trọng hơn". Ý tưởng chiếc lăng kính được lấy từ hình ảnh mà Thorgerson nhìn thấy khi đi kiểm tra điện não đồ với Powell.
Phần trình bày được hỗ trợ bởi người cộng tác với họ, George Hardie. Hipgnosis đã cho ban nhạc lựa chọn giữa 7 nhà thiết kế, song cả bốn thành viên đều thống nhất rằng chiếc lăng kính là lựa chọn tối ưu. Phần thiết kế thể hiện được 3 yếu tố: ánh sáng sân khấu, ca từ của album, và thứ "đơn giản mà đậm nét" mà Wright đề nghị riêng cho thiết kế. Quang phổ tiếp tục đi qua thấu kính cũng là ý tưởng của Waters. Hơn nữa, thiết kế của chiếc lăng kính cũng hàm chứa sự thể hiện trực quan của tiếng nhịp tim xuất hiện trong suốt album, và mặt sau của album có một lăng kính khác hội tụ quang phổ như lời gợi ý của Thorgerson về việc bày trí album trong các cửa hàng. Tuy nhiên phần quang phổ đó chỉ có sau màu khi khuyết màu chàm (một chiếc lăng kính thông thường sẽ cho thấy ánh sáng không có màu thành 7 màu cơ bản sau khi nó bị phân tách bên trong lăng kính). Phần bìa phía trong bao gồm 2 poster cùng vài miếng dán in hình chiếc kim tự tháp. Một poster là ảnh chụp ban nhạc khi đang trên sân khấu, với phông nền phía sau nhìn khá rõ chữ PINK FLOYD, còn lại là hình chụp hồng ngoại của Kim tự tháp Giza bởi Powell và Thorgersen.
Sau sự ra đi của thành viên sáng lập Barrett vào năm 1968, phần ca từ được dồn cả lên vai của Waters. Anh được công nhận là người viết lời cho tất cả các ca khúc của album, đưa The Dark Side of the Moon thành album thứ 5 liên tiếp của Pink Floyd mà anh là người duy nhất phụ trách ca từ. Ban nhạc tin tưởng phần viết tới mức lần đầu tiên họ có ý định đưa chúng lên phần bìa. Năm 2003, khi được hỏi về vai trò của mình trong việc "hòa hợp các ý tưởng và công việc" cùng thứ "âm nhạc" của David Gilmour, Waters trả lời: "Thật là tào lao. Không có bất kể vấn đề gì nếu Dave cần một thứ gì đó để thể hiện tài năng guitar của mình. Và anh ấy là một tay guitar tuyệt hảo. Nhưng cái ý tưởng mà anh ý cố truyền đạt qua nhiều năm rằng âm nhạc của anh ấy hơn tôi quả là vô nghĩa. Thật là một câu chuyện vô lý song mọi người lại có vẻ thích thú với nó."

## Phát hành
| Đánh giá chuyên môn | Đánh giá chuyên môn |
| Nguồn đánh giá      | Nguồn đánh giá      |
| Nguồn               | Đánh giá            |
| ------------------- | ------------------- |
| Allmusic            | [ 66 ]              |
| BBC                 | Tích cực            |
| Mojo                | Rất tích cực        |
| NME                 | 8/10                |
| Q                   | [ 70 ]              |
| Robert Christgau    | B                   |
| Rolling Stone       | Tích cực            |
| Uncut               | [ 73 ]              |

Do các hiệu ứng 4 kênh chưa được hoàn chỉnh, ban nhạc (trừ Wright) đã không tới tham gia buổi họp báo chính thức tại London Planetarium ngày 27 tháng 2. Tại đó, người ta chỉ thấy những tấm hình to bằng người thật của ban nhạc, còn phần chỉnh stereo cho album được giới thiệu qua một hệ thống âm thanh rất tồi. Tuy nhiên nhìn chung, báo chí vẫn thể hiện sự phấn khích. Roy Hollingworth của tờ Melody Maker miêu tả mặt A "... mâu thuẫn với chính nó ở vẻ ngoài" nhưng lại rất đề cao mặt B "Các ca khúc, âm thanh, tiết tấu đều rất chắc chắn và hoành tráng. Saxophone tạo điểm nhấn, còn ban nhạc vẫn rock and roll, và tuôn trào rồi nhẹ lướt trong màn đêm." Steve Peacock của tờ Sounds viết: "Tôi không quan tâm liệu bạn đã từng để ý tới một bài viết về âm nhạc của Pink Floyd hay chưa, song tôi vẫn yêu cầu bạn hãy nghe The Dark Side of the Moon.". Trong bài viết năm 1973 của tờ Rolling Stone, Loyd Grossman miêu tả "một album mượt mà với sự phong phú về chất liệu cũng như quan điểm không chỉ mời gọi, mà còn khao khát mọi sự quan tâm."
The Dark Side of the Moon được phát hành trước ở Mỹ vào ngày 1 tháng 3, sau đó là ở Anh ngày 24. Album có được thành công vang dội tại Anh cũng như tại Tây Âu. Ngay tháng 4, họ đã có chứng chỉ Vàng tại cả Anh và Mỹ. Trong tháng 3 năm 1973, album trở thành một phần trong tour diễn tại Mỹ của ban nhạc, trong đó có cả buổi diễn ở Radio City Music Hall tại New York ngày 17 tháng 3 trước 6000 người. Điểm nhấn của buổi diễn chính là những chiếc máy bay nhào lộn ở phía sau nhà hát khi họ hát "On the Run", trước khi chúng "đâm nhau" trong làn khói màu cam. Album đạt vị trí số 1 tại Billboard 200 vào ngày 28 tháng 4 và thành công tới mức ban nhạc phải quay trở lại đây chỉ 2 tháng sau để thực hiện một tour diễn khác.

### Nhãn đĩa

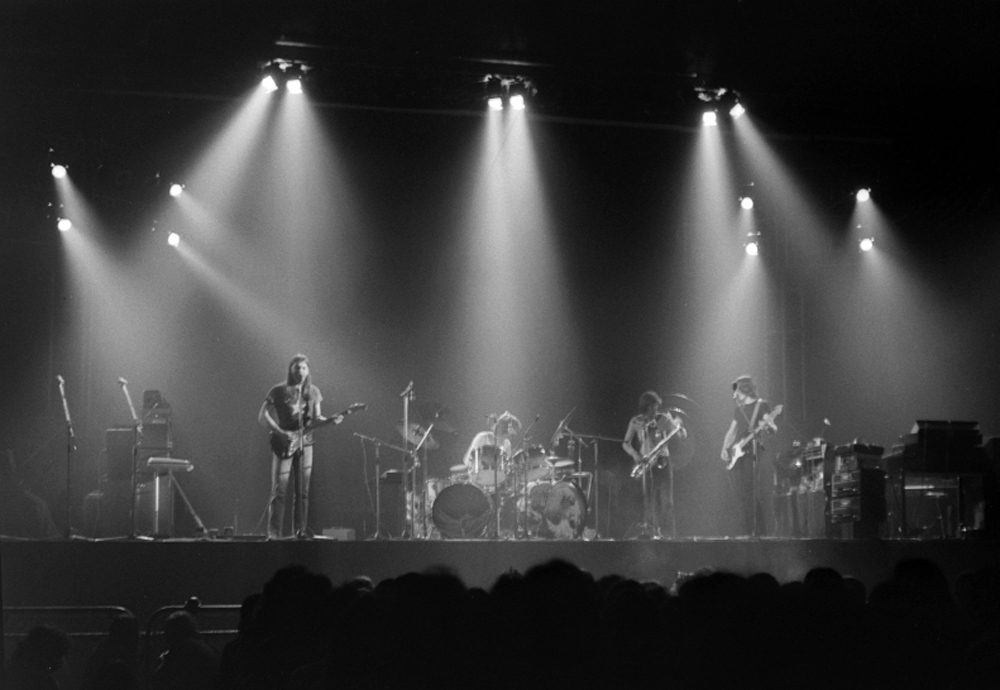
Buổi trình diễn của The Dark Side of the Moon tại Earls Court trước khi album được phát hành vào năm 1973. Từ trái qua phải: Gilmour, Mason, Parry, Waters.

Các album đầu tiên được bán tại Mỹ của Pink Floyd đều được phát hành bởi nhà đại diện của họ tại đây, Capitol Records. Giám đốc mới của hãng, Bhaskar Menon, quyết định cần những đột phá để cải thiện tình hình sau thất bại của album trước đó, Meddle. Tuy nhiên, vì thất vọng với Capitol, quản lý của ban nhạc, O'Rourke bí mật đàm phán với giám đốc của CBS, Clive Davis, về một hợp đồng với Columbia Records. The Dark Side of the Moon là album cuối cùng của Pink Floyd còn hợp tác với Capitol trước khi chính thức có ký kết mới. Sự quan tâm của Menon về album này đã khiến ông thực hiện một chương trình quảng cáo rầm rộ, trong đó có cả việc nhờ phát các ca khúc "Us and Them" và "Time" qua sóng phát thanh. Tại một số nơi – như tại Anh – Pink Floyd đã không hề phát hành đĩa đơn kể từ ca khúc "Point Me at the Sky" vào năm 1968. Ngày 7 tháng 5 năm 1973, họ ra mắt đĩa đơn "Money" cùng với "Any Colour You Like" ở mặt B. Đĩa đơn có được vị trí số 13 tại Billboard Hot 100 vào tháng 7. Bản đĩa đơn với nhãn đĩa trắng được gửi tới các đài phát thanh: trong khi bản thu mono của chúng thay thế từ "bullshit" bằng việc xóa đi chỉ còn "bull" thì bản stereo vẫn giữ nguyên gốc. Việc đó là một vấn đề thực sự, và bản thay thế được gửi tới đài phát thanh đã yêu cầu các DJ cần phải nghe trước bản gốc. Ngày 4 tháng 1 năm 1974, "Time" và "Us and Them" được phát hành dưới dạng đĩa đơn mặt A-kép. Menon đã rất cố gắng níu giữ Pink Floyd trong vô vọng; và tới đầu năm 1974, ban nhạc ký hợp đồng với Columbia với khoản tiền lót tay lên tới 1 triệu $ (ở Anh và châu Âu, họ vẫn tin tưởng hãng đĩa Harvest Records).

### Doanh thu
The Dark Side of the Moon trở thành một trong những album bán chạy nhất mọi thời đại (không tính các album tuyển tập hay soundtrack) và đứng thứ 25 trong danh sách album bán chạy nhất tại Mỹ. Cho dù chỉ đứng đầu bảng xếp hạng của Billboard trong vẻn vẹn 1 tuần, song nó vẫn nằm trong bảng xếp hạng này suốt 741 tuần. Album trở lại Billboard trong bảng xếp hạng Top Pop Catalog Albums vào tháng 5 năm 1991 và vẫn luôn ở đó tới tận ngày nay. Đây cũng là album bán chạy thứ sáu của mọi thời đại tại Anh.
~ Nick Mason
Tại Mỹ, bản LP được phát hành nhận được chứng chỉ Bạch kim vào ngày 1 tháng 1 năm 1975. Sau đó nó giữ chứng chỉ Vàng cho tới ngày 16 tháng 2 năm 1990, khi nó được nhận chứng chỉ 11× Bạch kim. Ngày 4 tháng 6 năm 1998, RIAA chứng nhận album đạt 15× Bạch kim, tương đương với ít nhất 15 triệu đĩa tiêu thụ tại đây, đưa The Dark Side of the Moon trở thành album bán chạy nhất của ban nhạc (The Wall nhận chứng chỉ 23× Bạch kim song đây lại là một album-kép). Đĩa đơn "Money" và "Time" là những ca khúc ưa thích trên sóng phát thanh, và tính tới ngày 20 tháng 4 năm 2005, "Time" đã được phát ít nhất 13.723 lần, còn "Money" là 13.731. Người ta ước tính The Dark Side of the Moon bán được khoảng 50 triệu bản trên toàn thế giới. Trong thời gian "slow week", album đã bán được khoảng 8.000-9.000 bản trên tổng số 400.000 bản được bán trong năm 2002, biến nó trở thành album bán chạy thứ 200 của năm cho dù nó đã được phát hành từ gần 3 thập niên trước. Theo số báo ngày 2 tháng 8 năm 2006 của tờ Wall Street Journal, cho dù album được phát hành từ năm 1973, song nó đã bán được ít nhất 7.7 triệu bản tính tới năm 1991 chỉ riêng tại Mỹ. Album đạt vị trí số 1 tại Pop Catalogue Chart của Billboard vào năm 2003 khi SACD bán được 800.000 bản tại Mỹ. Tính đến tuần từ ngày 5 tháng 5 năm 2006, The Dark Side of the Moon đã đạt mốc 1.500 tuần tại Billboard 200 và Pop Catalogue Chart. Cứ 14 người dưới 50 tuổi tại Mỹ thì có một người sở hữu album này hoặc bản copy của nó. Ngày nay, nó vẫn là album thành công nhất tại New Zealand; album xuất hiện tổng cộng 289 tuần trong bảng xếp hạng, và là album bán chạy nhất mọi thời đại theo RIANZ.

### Chỉnh âm và tái bản
Năm 1979, The Dark Side of the Moon được tái bản trong ấn bản LP và MoFi và tới tháng 4 năm 1988, nó được in trong ấn bản "Ultradisc" CD. Album từng được EMI tái bản trước đó dưới dạng CD vào năm 1984, rồi vào 8 năm sau trong box set Shine On. Đây cũng là ấn bản nằm trong box set kỷ niệm 20 năm phát hành album. Phần bìa được thiết kế bởi Storm Thorgerson, nhà thiết kế bìa album gốc năm 1973. Trong ấn bản này, có thể để ý thấy lỗi thực hiện khi tiếng nhạc sau khi kết thúc "Eclipse" lại là giai điệu của ca khúc "Ticket to Ride" của The Beatles.
Bản chỉnh sửa theo nguyên tắc 4 kênh bởi EMI, dù chưa từng được toàn bộ ban nhạc đồng ý, được ra mắt trong ấn bản kỷ niệm 30 năm phát hành album vào năm 2003. Có chút bất ngờ khi ban nhạc không chọn Parsons mà lại chọn kỹ thuật viên của họ lúc đó là James Guthrie để tạo âm đa kênh (surround) 5.1 chỉnh theo định dạng SACD. Guthrie là người cộng tác với Pink Floyd từ album thành công The Wall (1979) và đã từng làm việc trong các dự án The Wall DVD-video và album In the Flesh định dạng SACD của Waters. Năm 2003, Alan Parsons nói ông cảm thấy thất vọng về phần chỉnh sửa của Guthrie với bản SACD, nói rằng Guthrie "tạo ra âm thanh quá thật so với bản gốc" và vì thế không hưởng ứng bản phát hành này.
xxxx150px|nhỏ|phải|Alan Parsons vào năm 2006]]
Nói về "On the Run", Parsons nhận xét: "Sau khi tôi nghe bản chỉnh của cậu ấy, tôi có cảm giác như nghe stereo mà lại kèm chút surround." Tuy nhiên, ông lại đánh giá cao phần việc trong các ca khúc khác, đặc biệt là "The Great Gig in the Sky": "Tôi xin ngả mũ trước James với việc chọn lọc ra những âm thanh rất sát với giọng của Clare. Cậu ấy cần phải tăng thêm phần stereo, thứ vốn hơi loãng. Phần stereo vốn rất mạnh với bè của Hammond organ, và giọng của Clare thì còn yếu. Trong phần chỉnh 4 kênh, tiếng Hammond vẫn vậy, chính vì thế tôi không thực sự hài lòng với bản chỉnh stereo này. Phần chỉnh quả là tốt, song có vẻ James còn chưa làm hết sức. Công việc của anh ấy làm thật tốt, và anh ấy đã góp phần giúp Clare nổi bật hơn một chút." Ấn bản kỷ niệm 30 năm này giúp cho ban nhạc có thêm 3 giải thưởng âm nhạc vào năm 2003 và bán được ít nhất 800.000 bản. Phần thiết kế được phụ trách bởi một nhóm vẫn bao gồm cả Thorgerson. Bức ảnh trở thành một viên kính trong suốt, song vẫn giữ nguyên tỉ lệ và kích cỡ của chiếc lăng kính ban đầu. Chiếc lăng kính trong suốt này được giữ bởi những sợi chỉ và nằm ở vị trí như bìa gốc. Ý tưởng này tới từ quan điểm "âm thanh thực sự tốt với chất lượng surround 5.1..." Hình ảnh được tạo khác với bình thường để có "một thứ y hệt song vẫn khác biệt, để cho người ta vẫn nhận ra đây là The Dark Side of the Moon, vẫn nhận ra chiếc lăng kính, nhưng nó không hoàn toàn như phải vậy và vì thế trở nên mới mẻ."
The Dark Side of the Moon cũng được tái bản vào năm 2003 dưới dạng đĩa vinyl 180-gram (chỉnh bởi Kevin Gray at AcousTech Mastering), bao gồm những poster và hình dán khác với bản gốc (theo ấn bản kỷ niệm 30 năm). Vào năm 2007, album cũng được cho vào trong tuyển tập Oh, by the Way – box set kỷ niệm 40 năm thành lập Pink Floyd, cùng với đó là bản tải miễn phí trên iTunes Store. Album được tái bản vào năm 2011 trong catalogue Why Pink Floyd...? cùng với một bản chỉnh âm album theo nhiều nhạc cụ khác.

## Tôn vinh
~ Richard Wright
Thành công tột đỉnh của album đã giúp cả bốn thành viên của ban nhạc nhanh chóng trở nên giàu có. Richard Wright và Roger Waters đều mua cho mình những trang trại lớn, còn Nick Mason trở thành một nhà sưu tập xe hơi. Một phần lợi nhuận cũng được dành để đầu tư cho bộ phim Monty Python and the Holy Grail (1975). Kỹ thuật viên Alan Parsons nhận đề cử Grammy cho Album không-cổ-điển chỉnh âm xuất sắc nhất với The Dark Side of the Moon, và từ đây ông bắt đầu một sự nghiệp ghi âm lẫy lừng với nhiều nghệ sĩ tên tuổi khác. Trái với Waters và Gilmour luôn tự hạ thấp những đóng góp của mình cho album, Mason lại khá tâng bốc về những phần đóng góp của mình. Parsons nói vào năm 2003: "Tôi nghĩ họ đều nghĩ tôi đã dành hết tâm huyết của sự nghiệp của mình cho The Dark Side of the Moon, và điều đó cũng có vài phần sự thật. Nhưng đôi lúc tôi vẫn tỉnh táo, và thất vọng vì mọi người nói họ đã làm một album hàng triệu bản mà không quan tâm tới những người khác cũng tham gia vào bản thu."
The Dark Side of the Moon luôn xuất hiện trong các danh sách album xuất sắc nhất mọi thời đại. Năm 1987, Rolling Stone xếp nó ở vị trí số 35 trong danh sách "100 album của 20 năm gần nhất", và 16 năm sau, vào năm 2003, nó được xếp ở vị trí số 43 trong danh sách "500 album vĩ đại nhất mọi thời đại". Vị trí này không thay đổi trong bản danh sách tương tự vào năm 2012. Năm 2006, nó được bầu chọn là album ưa thích nhất trên đài ABC của Úc. Độc giả trên mạng của tờ NME bầu chọn đây là album xuất sắc nhất của mọi thời đại vào năm 2006, và thính giả của đài Planet Rock cũng bầu chọn tương tự vào năm 2009. Album được xếp ở vị trí số 2 trong danh sách "Definitive 200" của Hiệp hội doanh nghiệp Thu âm Mỹ (NARM) với lời tựa "tôn vinh tính nghệ thuật của một album thu âm". Nó nằm ở vị trí số 29 trong danh sách "50 album làm thay đổi thế giới" của tờ The Observer vào năm 2006 và đứng thứ 37 trong danh sách "100 album hay nhất" của tờ The Guardian vào năm 1997, bầu chọn bởi các nghệ sĩ và các nhà phê bình. Phần bìa được kênh VH1 bình chọn là bìa album xuất sắc thứ tư của lịch sử, trong khi Planet Rock bình chọn đây là phần bìa xuất sắc nhất.
Tính quan trọng của The Dark Side of the Moon nằm ở chỗ nó làm thay đổi lớn nền âm nhạc hiện đại, các nghệ sĩ từng hát lại các ca khúc của album cũng như văn hóa đại chúng. Sự ra đời của nó được coi là bước ngoặt đột phá của lịch sử nhạc rock, từ đó đôi khi dẫn tới sự so sánh giữa Pink Floyd và Radiohead, đặc biệt là với album năm 1997 OK Computer – album từng được gọi là The Dark Side of the Moon của thập niên 90 vì cả hai cùng đề cập tới một chủ đề: sự mất định hướng sáng tạo của cá nhân để khẳng định mình trong xã hội hiện đại.

### Các bản hát lại
Một trong những album hát lại nổi tiếng nhất chính là Return to the Dark Side of the Moon: A Tribute to Pink Floyd. Được phát hành vào năm 2006, album là sự cộng tác của rất nhiều nghệ sĩ nổi tiếng như Adrian Belew, Tommy Shaw, Dweezil Zappa, và Rick Wakeman. Năm 2000, The Squirrels cho phát hành The Not So Bright Side of the Moon hát lại toàn bộ album. Ban nhạc dubsteb tới từ New York, Easy Star All Stars cũng ra mắt một album có tên Dub Side of the Moon vào năm 2003. Nhóm Voices từng tham gia The Dark Side of the Moon từng cho phát Dark Side of the Moon a Cappella hát lại toàn bộ album theo phong cách a cappella. Ban nhạc bluegrass Poor Man's Whiskey thường xuyên thể hiện lại album này theo phong cách bluegrass và họ có album Dark Side of the Moonshine. Một ấn bản dàn dây tứ tấu của album này cũng được bán vào năm 2004. Năm 2009, The Flaming Lips hợp tác cùng Stardeath and White Dwarfs, Henry Rollins và Peaches để thu âm lại album như nguyên gốc.
Ngoài ra còn rất nhiều ghi chép về các bản hát lại album khi trình diễn live cũng như việc sử dụng các giai điệu của The Dark Side of the Moon. Nhóm nhạc jam-rock Phish từng hát lại toàn bộ album trong buổi diễn ngày 2 tháng 11 năm 1998 tại West Valley City, Utah. Dream Theater từng hát lại album này trong buổi diễn của mình, và vào tháng 5 năm 2011, Mary Fahl phát hành From the Dark Side of the Moon, một sản phẩm "tưởng tượng lại" album gốc.

### Dark Side of the Rainbow
Dark Side of the Rainbow hay Dark Side of Oz là hai cái tên xuất hiện nhiều trong tin đồn lan rộng vào năm 1994 rằng The Dark Side of the Moon là bản soundtrack của bộ phim The Wizard of Oz (1939). Các nhà phê bình thấy có nhiều điểm tương đồng khi theo dõi bộ phim và lắng nghe album, chẳng hạn cảnh nhân vật Dorothy Gale bắt đầu bước đi với câu hát "no one told you when to run" có trong ca khúc "Time" hay cảnh Dorothy đang đi thăng bằng trên dây tại câu "balanced on the biggest wave" trong ca khúc "Breathe". David Gilmour và Nick Mason đều phủ nhận sự liên quan giữa 2 sản phẩm này, trong khi Rogers Waters cho rằng đó là một tin đồn "hài hước". Alan Parsons nói rằng chẳng ai nhắc tới bộ phim này trong quá trình thực hiện album.

## Danh sách ca khúc
Tất cả lời bài hát được viết bởi Roger Waters.
| Mặt A | Mặt A                                | Mặt A                          | Mặt A           | Mặt A      |
| STT   | Nhan đề                              | Sáng tác                       | Hát chính       | Thời lượng |
| ----- | ------------------------------------ | ------------------------------ | --------------- | ---------- |
| 1.    | "Speak to Me"                        | Mason                          | Không lời       | 1:30       |
| 2.    | "Breathe"                            | Waters, Gilmour, Wright        | Gilmour         | 2:43       |
| 3.    | "On the Run"                         | Gilmour, Waters                | Không lời       | 3:36       |
| 4.    | "Time" (bao gồm "Breathe (Reprise)") | Mason, Waters, Wright, Gilmour | Gilmour, Wright | 7:01       |
| 5.    | "The Great Gig in the Sky"           | Wright, Clare Torry            | Clare Torry     | 4:36       |

| Mặt B | Mặt B                 | Mặt B                  | Mặt B           | Mặt B      |
| STT   | Nhan đề               | Sáng tác               | Hát chính       | Thời lượng |
| ----- | --------------------- | ---------------------- | --------------- | ---------- |
| 1.    | "Money"               | Waters                 | Gilmour         | 6:22       |
| 2.    | "Us and Them"         | Waters, Wright         | Gilmour, Wright | 7:46       |
| 3.    | "Any Colour You Like" | Gilmour, Mason, Wright | Không lời       | 3:25       |
| 4.    | "Brain Damage"        | Waters                 | Waters          | 3:48       |
| 5.    | "Eclipse"             | Waters                 | Waters          | 2:03       |

## Thành phần tham gia sản xuất
| Pink Floyd - David Gilmour – hát, guitar, chỉnh âm. - Nick Mason – định âm, hiệu ứng âm thanh. - Roger Waters – bass, hát, chỉnh âm, hiệu ứng âm thanh. - Richard Wright – keyboards, hát, chỉnh âm. Các nghệ sĩ khác - Dick Parry – saxophone trong "Money" và "Us and Them". - Clare Torry – hát chính trong "The Great Gig in the Sky", hát nền. - Lesley Duncan, Barry St. John, Liza Strike, Doris Troy – hát nền. | Sản xuất - Alan Parsons, Peter James – kỹ thuật viên âm thanh. - Chris Thomas – chỉnh âm. - George Hardie – thiết kế. - Hipgnosis – thiết kế, chụp ảnh. - Jill Furmanovsky – nhiếp ảnh gia. - James Guthrie, Doug Sax – chỉnh âm trong các ấn bản kỷ niệm 20 và 30 năm. - David Sinclair – ghi chép trong bản tái phát hành CD. - Storm Thorgerson – thiết kế trong các ấn bản kỷ niệm 20 và 30 năm. - Drew Vogel – thiết kế, chụp ảnh trong bản tái phát hành CD. |

## Xếp hạng
| Bảng xếp hạng                         | Vị trí cao nhất |
| ------------------------------------- | --------------- |
| Australian ARIA Albums Chart          | 11              |
| Belgian Ultratop 50 Albums (Flanders) | 42              |
| Belgian Ultratop 50 Albums (Wallonia) | 28              |
| Canadian RPM 100 Albums               | 1               |
| Dutch LP Top 20                       | 2               |
| Finnish Albums Chart                  | 10              |
| French SNEP Albums Chart              | 94              |
| Italian FIMI Top 20 Albums            | 2               |
| New Zealand RIANZ Top 40 Albums       | 1               |
| Norwegian VG-lista Top 40 Albums      | 2               |
| UK Albums Chart                       | 2               |
| U.S. Billboard 200                    | 1               |

## Phát hành
| Quốc gia  | Chứng chỉ    | Doanh số                                   | Ngày ghi chứng chỉ  | Nhận xét                                   | Nguồn                   |
| --------- | ------------ | ------------------------------------------ | ------------------- | ------------------------------------------ | ----------------------- |
| Argentina | 2× Bạch kim  | 200.000                                    | 1 tháng 8 năm 1994  |                                            | [ 144 ]                 |
| Úc        | 14× Bạch kim | 980.000                                    | 30 tháng 6 năm 2011 |                                            | [ 145 ]                 |
| Áo        | 2× Bạch kim  | 100.000                                    | 15 tháng 5 năm 2003 |                                            | [ 146 ]                 |
| Canada    | 2× Kim cương | 2.000.000                                  | Tháng 3 năm 2003    |                                            | [ 147 ]                 |
| Pháp      | Bạch kim     | 2.555.400                                  | 1980                | Album bán chạy thứ 5 mọi thời đại tại Pháp | [ 148 ]                 |
| Đức       | 2× Bạch kim  | 1.000.000                                  | 1993                |                                            | [ 149 ]                 |
| Italy     | Bạch kim     | 100.000                                    | 2003                |                                            | [ 150 ]                 |
| Ba Lan    | Bạch kim     | 50.000                                     | 2003                |                                            | [ 151 ]                 |
| Anh       | 9× Bạch kim  | 4.114.000 tính tới ngày 1 tháng 1 năm 2012 | 15 tháng 4 năm 2005 | Album bán chạy thứ 8 mọi thời đại tại Anh  | [ 152 ] [ 153 ] [ 154 ] |
| Mỹ        | 15× Bạch kim | 15,000,000                                 | 4 tháng 6 năm 1998  |                                            | [ 155 ]                 |